# Teucrium scordium
El Camedrio acuático (Teucrium scordium) es una especie de planta del género Teucrium en la familia Lamiaceae, tiene uso medicinal y ornamental. También denominado popularmente, germandrina acuática. 

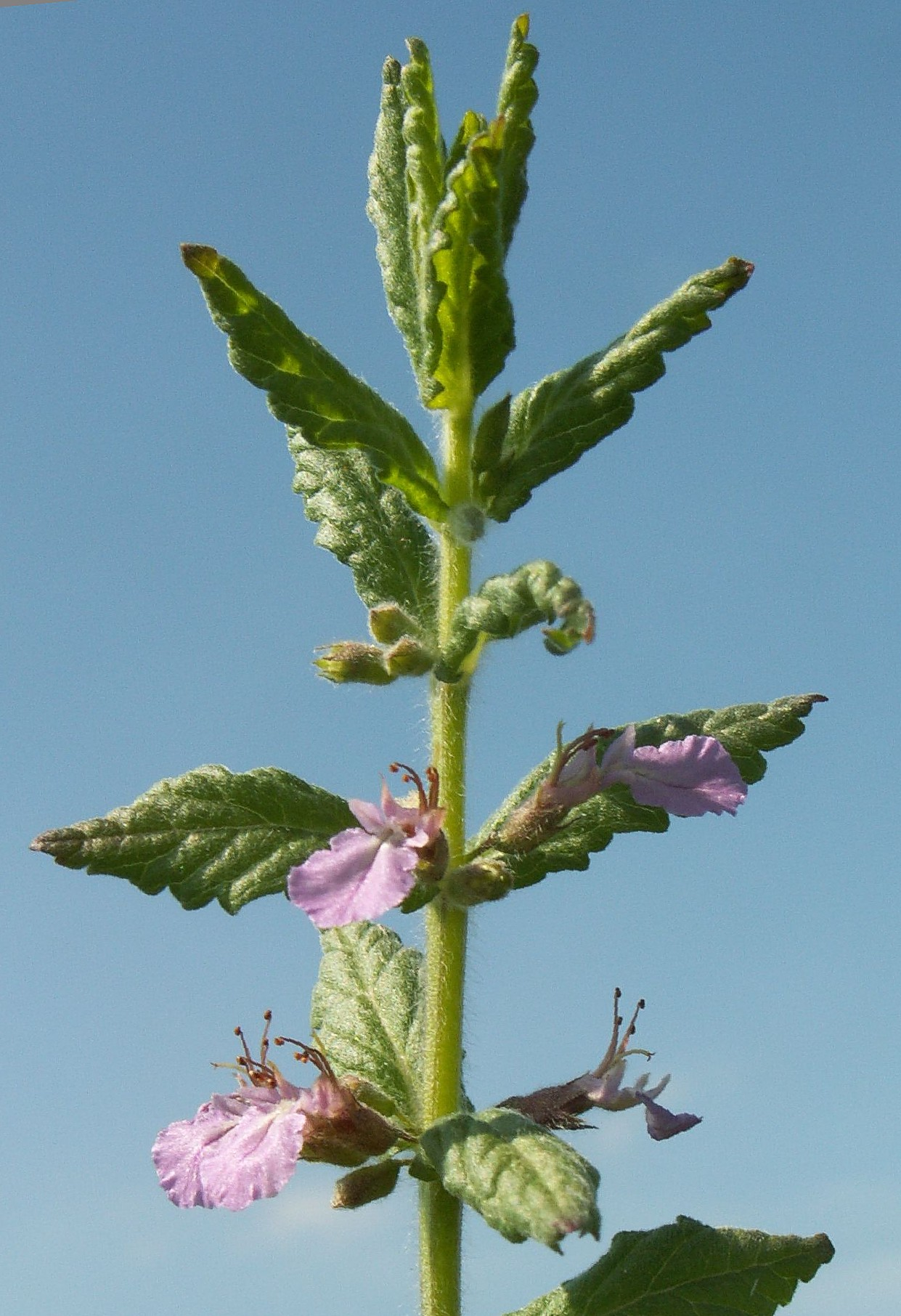
Detalle de las flores

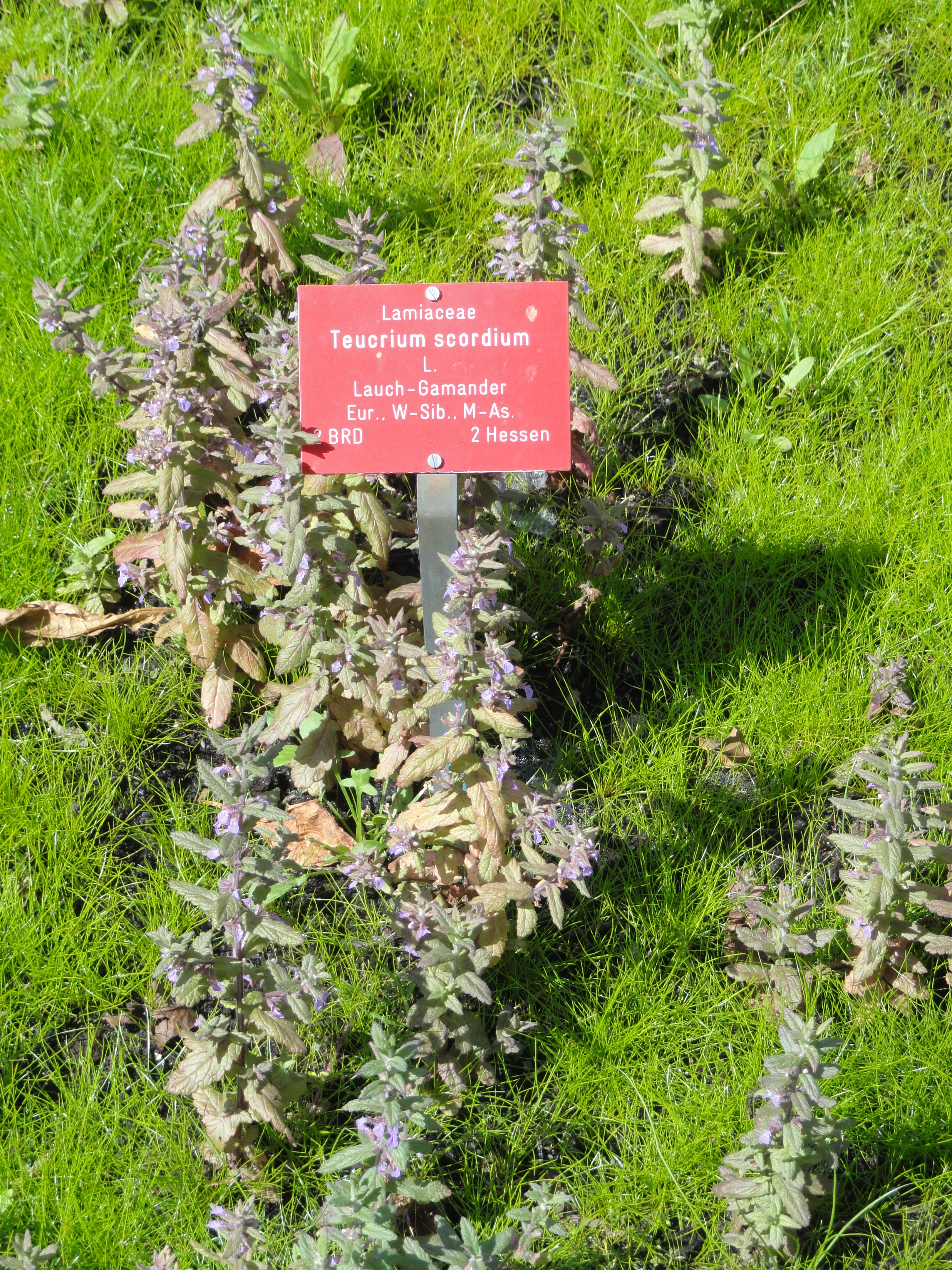
Vista de la planta

## Localización y hábitat
Planta nativa de zonas encharcadas y palustres desde el sur  de Suecia y el este de Francia, al oeste de Siberia y Serbia.
Se encuentra también en terrenos cultivados.

## Descripción
Es una planta resistente a las heladas. 
Las flores son hermafroditas (tenga órganos masculinos y femeninos) y son polinizadas por abejas.
Está en flor a partir de julio a septiembre, y las semillas maduran a partir de agosto a septiembre.  
La planta es autofértil. La planta prefiere suelos ligeros (arenosa), medios (margoso) y pesados (con arcilla) y requiere el suelo bien drenado. 
La planta prefiere suelos (alcalinos), ácidos, neutros y básicos y puede crecer en suelo muy alcalino. Puede crecer en la semisombra (arbolado ligero) o a pleno sol. Requiere el suelo húmedo. 

## Usos
La planta es antihelmíntico, antifúngico, antiséptico, diaforético, para problemas de piel, tónico. 
El germander del agua hace un tiempo fue estimado como antídoto para los venenos y también como antiséptico y antihelmíntico, aunque apenas se utiliza actualmente. Sin embargo, sus acciones tónicas y  diaforéticas la hacen un remedio excelente para todas las enfermedades inflamatorias. 
La planta se utiliza para producir un tinte de color verde a partir de sus hojas.
La planta machacada tiene un olor penetrante como el ajo. Se dice que puede corromper la leche si es comido por las vacas.

## Subespecies
- Teucrium scordium subsp. glabrescens (Murata) Rech.f.
- Teucrium scordium subsp. scordioides (Schreb.) Arcang.
- Teucrium scordium subsp. scordium
- Teucrium scordium subsp. serratum (Benth.) Rech.f.

## Taxonomía
Teucrium scordium, fue descrita por Carlos Linneo y publicado en Species Plantarum 2: 565. 1753.
Etimología
Teucrium: nombre genérico que deriva del Griego τεύχριον, y luego el Latín teucri, -ae y teucrion, -ii, usado por Plinio el Viejo en Historia naturalis, 26, 35 y  24, 130, para designar el género Teucrium, pero también el Asplenium ceterach, que es un helecho (25, 45). Hay otras interpretaciones que derivan el nombre de Teucri, -ia, -ium, de los troyanos, pues Teucro era hijo del río Escamandro y la ninfa Idaia, y fue el antepasado legendario de los troyanos, por lo que estos últimos a menudo son llamados teucrios. Pero también Teucrium podría referirse a Teûkros, en latín Teucri, o sea Teucro, hijo de Telamón y Hesione y medio-hermano de Ajax, y que lucharon contra Troya durante la guerra del mismo nombre, durante la cual descubrió la planta en el mismo período en que Aquiles, según la leyenda, descubrió la Achillea.
scordium: epíteto
Sinonimia
- Chamaedrys scordium (L.) Moench[5]

## Nombre común
- Castellano: camedrio acuático, ecordio, escordeón, escordio, teucrio de agua.[6]